# Roger De Staercke
Roger De Staercke (Brussel, 1 september 1902 - 5 juli 1993) was een Belgisch industrieel en bestuurder.

## Levensloop
Tijdens de Tweede Wereldoorlog was hij directeur-generaal van de Belgische Federatie van de Textielindustrie.
In 1953 werd hij aangesteld als afgevaardigd beheerder van het Verbond der Belgische Nijverheid (VBN) in opvolging van Louis Cornil, een functie die hij uitoefende tot zijn aanstelling tot voorzitter van deze werkgeversorganisatie in 1962 in opvolging van Leon Bekaert. Als afgevaardigd beheerder werd hij opgevolgd door Raymond Pulinckx en als voorzitter van het VBN door Pol Provost in 1970. Vanuit deze hoedanigheid was hij regent van de Nationale Bank van België van 1961 tot 1970.
Op 15 oktober 1958 werd hij daarnaast verkozen tot eerste voorzitter van het Comité économique et social des Communautés européennes (CESCE), een mandaat dat hij uitoefende tot 1960.
Hij was gehuwd met Laure Rousseau (1901-1961) en de vader van onder meer volksvertegenwoordiger Jacques De Staercke.
In 1972 werd hij in de erfelijke adel opgenomen, met de persoonlijke titel van baron.